# Plouzané
Plouzané (en bretó Plouzane) és un municipi francès, situat a la regió de Bretanya, al departament de Finisterre. L'any 2006 tenia 11.742 habitants. Forma part de la comunitat urbana de Brest Métropole Océane. El 15 de desembre de 2008 el consell municipal va aprovar la carta Ya d'ar brezhoneg. A l'inici del curs 2007 el 3,5% dels alumnes del municipi eren matriculats a la primària bilingüe.

## Demografia
| 1962                                       | 1968  | 1975  | 1982  | 1990   | 1999   |
| ------------------------------------------ | ----- | ----- | ----- | ------ | ------ |
| 2.026                                      | 3.002 | 5.167 | 8.845 | 11.400 | 12.045 |
| Des de 1962: població sense dobles comptes |       |       |       |        |        |

## Administració
| Període    | Identitat       | Partit    |
| ---------- | --------------- | --------- |
| 19357-1971 | Paul Lareur     |           |
| 1971-1977  | Jacques Du Buit |           |
| 1977-1989  | Jo Melennec     | PS        |
| 1989-2001  | Yvette Duval    | PS        |
| 2001-2008  | Yves Pagès      | UDF-MoDem |
| 2008-      | Bernard Rioual  | PS        |

## Agermanaments
- Kilrush
- Pencoed
- Ceccano
- Stelle